# La neige était sale (film)
Pour les articles homonymes, voir La neige était sale (homonymie).
Pour plus de détails, voir Fiche technique et Distribution.
La neige était sale est un film français de Luis Saslavsky, sorti en 1953

## Synopsis
Franck a vécu une partie de sa jeunesse dans l'atmosphère trouble de la maison de rendez-vous gérée par sa mère, Mme Irma. En dépit de l'amour que lui témoigne Suzy, une tendre voisine, Franck va à la dérive. C'est l'Occupation : le jeune homme tue et vole, repousse l'amour de Suzy, s'enfonce dans l'abjection. Il ne se ressaisit que devant la mort. Suzy gardera le souvenir d'un homme courageux.

## Fiche technique
- Titre : La neige était sale
- Réalisation : Luis Saslavsky, assisté de Pierre Chevalier
- Scénario : André Tabet et  Luis Saslavsky d'après le roman éponyme de Georges Simenon
- Décors : René Moulaert
- Photographie : André Bac
- Son : Robert Briard
- Montage : Isabelle Elman
- Musique : René Cloërec
- Production : Fritz Bukofzer
- Société de production : Tellus-Films
- Société de distribution : Les Films Marceau
- Format : Noir et blanc - 1,37:1 - 35 mm - Son mono
- Genre : Drame
- Durée : 104 minutes
- Date de sortie : 
  - France :26 mars 1953
- Affiche : Roger Rojac (France)

## Distribution
- Daniel Gélin : Franck Friedmayer
- Valentine Tessier : Irma Friedmayer, sa mère
- Daniel Ivernel : Krommer
- Marie Mansart : Suzy Holtz
- Antoine Balpêtré : M. Holtz, son père
- Nadine Basile : Bertha
- Véra Norman : Moune
- Joëlle Bernard : une fille
- Jo Dest : l'Allemand
- Paul Faivre : le concierge
- Camille Guérini : le commissaire
- Jean-Pierre Mocky : le violoniste
- Robert Moor : le professeur
- Claude Vernier : l'officier
- Georges Tabet : un Allemand
- Micheline Gary
- Andrée Tainsy
- Pierre Duncan
- Frédéric Valmain
- Henri San-Juan
- Jimmy Urbain
- Robert Mercier

## Autour du film
- Le tournage a eu lieu du 4 décembre 1952 au 21 janvier 1953.[réf. nécessaire]
- Considérant qu'il y avait trop de « mauvais français » dans ce film qu'elle qualifie de « contraire aux bonnes mœurs », la commission de contrôle a refusé de donner un visa d'exploitation, dans un contexte encore marqué par l'occupation. Le producteur propose alors à Saslavsky de modifier le film pour qu'il soit situé dans un autre pays, mais la commission maintient son interdiction; le producteur demande d'autres coupes, et le film est précédé d'un avertissement « La neige était sale ne vise qu'à approfondir un cas strictement individuel d'anomalie et d'angoisse ». Le film obtient finalement son visa en janvier 1954, mais limité au plus de 16 ans[1].